# Área nuclear olmeca

Mapa del área nuclear olmeca. Los puntos amarillos representan los sitios de poblamiento, mientras que los puntos rojos representan los artefactos encontrados aislados no asociados con ninguna antigua ciudad o pueblo.

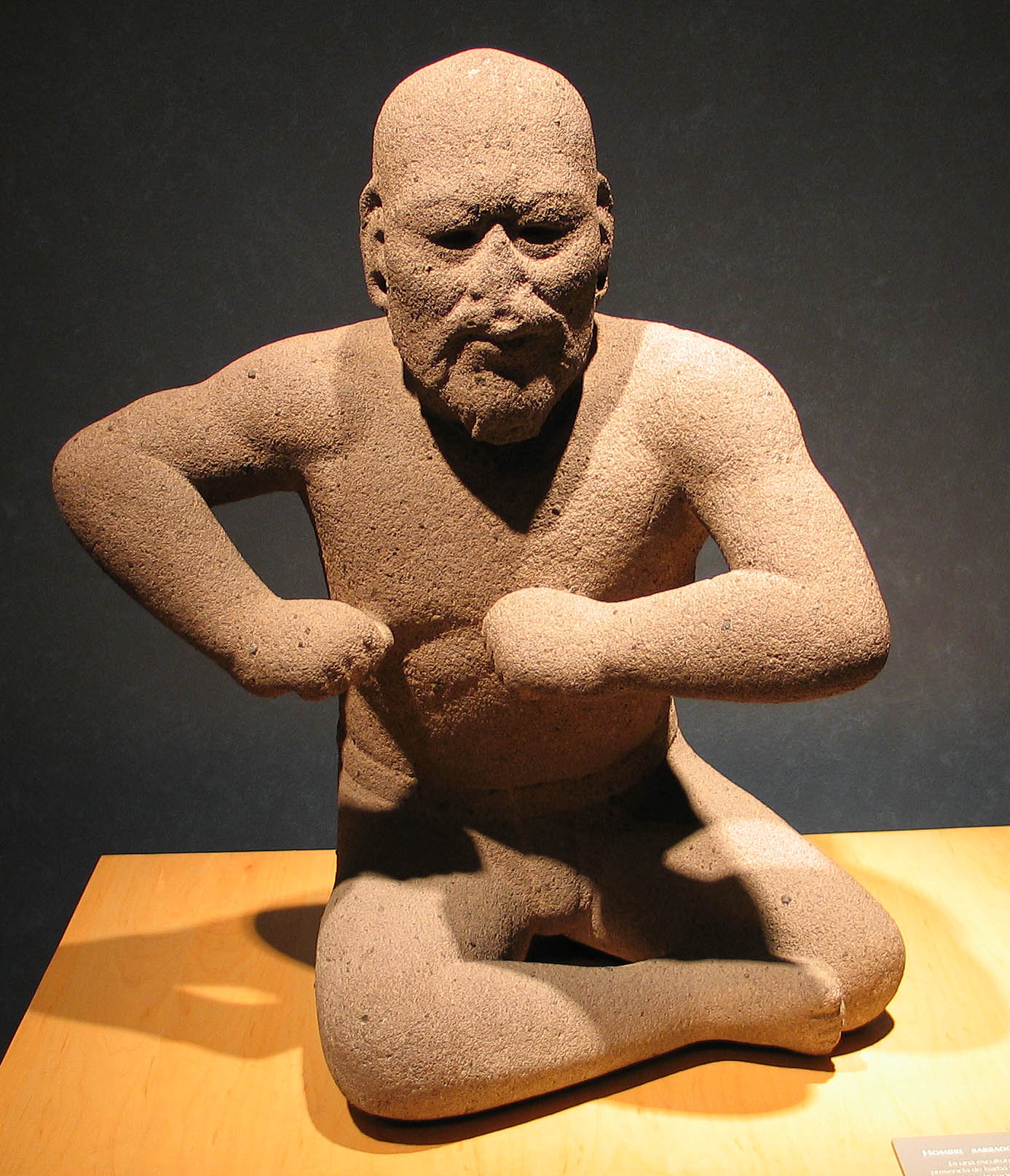
El Luchador (escultura olmeca).

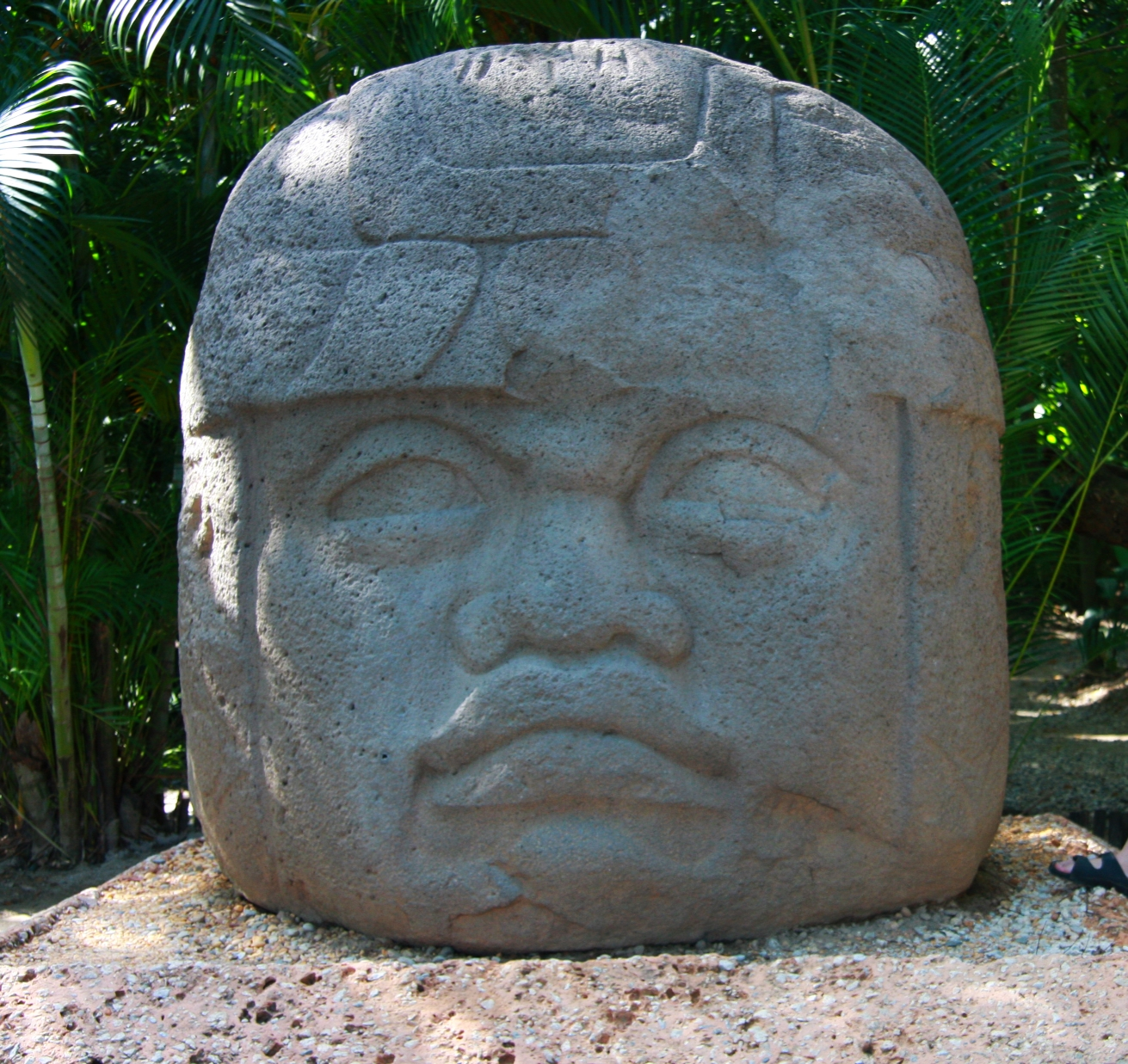
Cabeza olmeca en La Venta.

El área nuclear olmeca es el término arqueológico que designa a la zona donde se originó la cultura olmeca. Esta cultura precolombina tuvo una difusión que alcanzó la mayor parte de Mesoamérica (excepto en la región de occidente). Una de las regiones donde se han encontrado las evidencias más claras de la presencia de esta cultura es la parte sur de la llanura costera del Golfo de México, comprendida entre los ríos Papaloapan y Grijalva, que corresponde a la mitad norte del istmo de Tehuantepec. 
Actualmente, esta zona corresponde al sureste del estado de Veracruz y el poniente del estado de Tabasco, ambos de México. Se trata de una zona de clima cálido y muy húmedo, condiciones que seguramente poseyó también en la época precolombina de la ocupación por los olmecas.

## Cultura y estilo
La palabra "olmeca" significa "habitantes de la región del hule" y fue utilizada por los mexicas para nombrar a varios pueblos, étnica y lingüísticamente diversos, que ocuparon la región de Veracruz y Tabasco a través de los siglos. El nombre que se daban a sí mismos a quienes llamamos olmecas se desconoce. Esta cultura duró siete siglos y medio y pertenece al horizonte preclásico (500 a. C. al 200 ) del pasado mesoamericano.
Bajo el término "olmeca" han sido agrupadas dos realidades: un pueblo de la región del Golfo y un estilo artístico. El estilo olmeca puede verse plasmado en peñas, cuevas, esculturas grandes y chicas y objetos de barro que se encuentran diseminados por toda Mesoamérica. Desde Jalisco hasta Costa Rica, pasando por Guerrero, Chiapas, Oaxaca, el Altiplano Central y la costa del Golfo, se han encontrado imágenes de niños-jaguares y otros rasgos propios del arte olmeca. Se cree que la dispersión de este estilo artístico se debe a que los pueblos del Golfo crearon una amplia red de intercambios con otras poblaciones lejanas. De este modo, los símbolos y formas olmecas se integraron a las expresiones artísticas de otras zonas mesoamericanas.
Asimismo, se le llama olmeca a la "cultura madre" de Mesoamérica porque en estas primeras sociedades se dio inicio a algunas prácticas culturales que se integraron plenamente a la cultura mesoamericana, como el uso de un patrón urbano de asentamiento, el establecimiento de una sociedad teocrática, entre otras.

## Características del área
El área nuclear olmeca es irrigada por caudalosos ríos que bajan de las estribaciones de la Sierra Madre de Oaxaca y la Sierra Madre Oriental, como el Coatzacoalcos, el San Juan y el Tonalá. Debido a la humedad de la zona y de las fuentes de estos ríos, en temporada de lluvias los desbordamientos de las corrientes son una constante. 

### Flora y fauna
Aunque en la vegetación de esta región de la República Mexicana ha sido ampliamente modificada por la acción del hombre, antiguamente estuvo recubierta por una espesa selva tropical, que era el hábitat de numerosas especies que en el siglo XXI se encuentran a punto de desaparecer en el territorio mexicano, entre ellas: el jaguar; las aves de plumajes vistosos como guacamayas y quetzales; reptiles de diversas especies; y otros mamíferos como el jabalí y el tapir.

### Minerales y suelos
La región posee suelos ricos en humus y de espesores considerables. El petróleo crudo brota a flor de suelo entre la vegetación. Sin embargo, carece de muchos de los materiales que son característicos de los objetos de estilo olmeca encontrados en esta zona y en otras partes de Mesoamérica. Entre ellos se incluye la obsidiana, el jade, la serpentina y el cinabrio. Para obtener piedra sólida como material, los habitantes de esta región recurrieron a las canteras de la Sierra de los Tuxtlas, conocida también como sierra de Santa Martha o de San Andrés, que les proveyeron de basalto y otras rocas volcánicas que emplearon en la construcción y en la escultura. Sin embargo, estas fuentes de materiales pétreos se encuentran a más de cien kilómetros de distancia respecto a sitios como San Lorenzo y La Venta, lo que puede dar una idea del nivel de organización que se requirió para trasladar, sin animales de carga y sobre un suelo cenagoso, esos monolitos que pesan decenas de toneladas hasta los centros políticos de la cultura olmeca.

## Principales yacimientos
- La Venta
- San Lorenzo
- Laguna de los Cerros
- Tres Zapotes
- Chalcatzingo.